# Mano (fiume)
Il Mano è un fiume dell'Africa occidentale (Liberia, Sierra Leone), tributario dell'oceano Atlantico.
Le sorgenti si trovano in Liberia nella contea di Lofa, ma per gran parte del proprio corso il Mano segna il confine tra Liberia e Sierra Leone. 